# کلید خلأ (مهندسی برق)

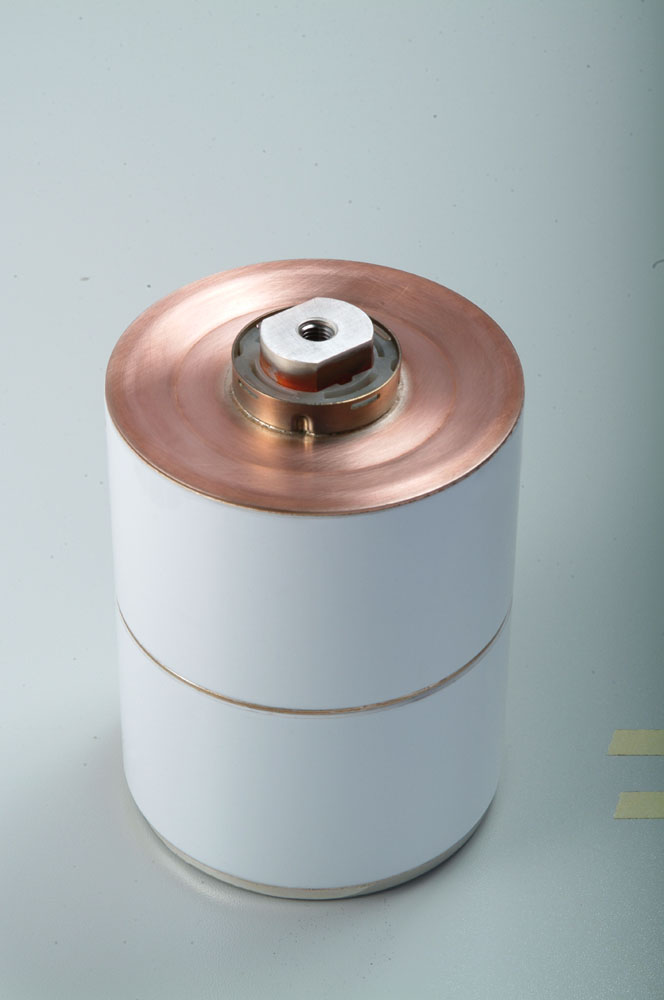
تصویری از یک کلید خلأ

در مهندسی برق کلید خلأ (انگلیسی: Vacuum interrupter) نوعی کلید است که تیغه‌های قطع و وصل آن در خلأ قرار دارد.